# 伦施泰特 (石勒苏益格-荷尔斯泰因州)
伦施泰特（德語：Luhnstedt）是德国石勒苏益格－荷尔斯泰因州的一个市镇。总面积15.34平方公里，总人口424人，其中男性199人，女性225人（2011年12月31日），人口密度28人/平方公里。